# Campaign (revista)
Campaign es una revista empresarial global que opera con anuncios publicitarios, medios de comunicación, marketing y creatividad comercial. Tiene cabecera en el Reino Unido, también tiene ediciones en EE. UU., Asia del Pacífico, India, Oriente Medio, y Turquía.
Campaign es publicada por Grupo de Medios de comunicación del Haymarket, el cual posee más de 70 marcas en todo el mundo incluyendo FourFourTwo, Material, Autocar, Qué Coche? Y PRWeek.

## Visión general
Campaign publica una revista de impresión semanal en el Reino Unido así como diariamente noticieros y análisis en sus sitios web: campaignlive.co.uk, campaignlive.com, campaignasia.com, campaignindia.in, campaignme.com, y campaigntr.com.
Cada primavera, la campaña libera sus Informes Escolares, una valoración de cómo las agencias publicitarias más grandes actuaron el año anterior. En diciembre, como parte de su asunto Anual,  nombra las agencias top, redes de medios de comunicación, publicistas, campañas, compañías de comunicación, y de producción del año. Campaign también publica la A-Lista, un directorio de ejecutivos principales del publicitarios e industrias de medios de comunicación, al final de cada año.
En mayo de 2016, Haymarket Business Media consolidaron sus comunicaciones de marketing publicando un Portfolio bajo la marca de Campaign, liderando la clausura de Revista de Marketing, Brand Republic y Semana de Medios de comunicación. Esto también vio el lanzamiento de otro tablero de trabajo de los especialistas de Haymarket, Campaign Jobs.

## Historia
La revista era originalmente publicada por la Empresa de Impresión británica y se titulaba World's Press News (Prensa del Mundo Noticioso) y, a fines de los 1960s, luchaba para encontrar un mercado, cuando Michael Heseltine entonces la adquirió  para Haymarket y Maurice Saatchi la rebautizó y relanzó la revista, con diseño de Roland Schenk, con un éxito inmediato , el cual pasó a ser conocida como "la Biblia de referencia británica".
En 2013, Campaign experimentó una redefinición, pasando a formato de diario A3. En el mismo año también lanzó su primer pague-para aplicar, con el cual los lectores reciben, como parte de su suscripción, el servicio Apple Newsstand.

## Acontecimientos y premios
Campaign Big Awards (premios grandes de Campaign) reconoce las agencias mejores, campañas y trabajo creativo del año.
Los Premios de Medios de comunicación Campaign celebran y premian la creatividad en el negocio de medios de comunicación, con categorías para agencias de medios de comunicación y para dueños de medios de comunicación.